# DoLadu
Громадська організація «Доладу» організує психологічну підтримку військовим та їх родинам[неавторитетне джерело].

## Опис
Фактична діяльність організації має на меті повернення військового до повноцінного цивільного життя та включає[неавторитетне джерело][неавторитетне джерело][неавторитетне джерело]:[неавторитетне джерело]
1. Особистісну реабілітацію, що надається та затверджено державою, включаючи курс базової психологічної допомоги;
2. Більш інклюзивну — з залученням родини військовослужбовця — подальшу психологічну реабілітацію.
3. Ще більш відкриту — на свіжому повітрі — допомогу у вигляді відпочинку з сім'єю на відкритому просторі, втім під опосередкованим наглядом спеціалістів, що включають у тому числі спілкування ветеранів на лікуванні один з одним, як терапевтичні вправи[10].

## Історія
ГО «Доладу» була заснована наприкінці 2022 року, а вже у 2023 році почала опосередковано розвивати напрямок психологічної підтримки[неавторитетне джерело], та відкривати для себе міжнародну співпрацю у цьому напрямку.
Того року її дохід склав понад 6 мільонів гривень.
На початку 2024 року організація взяла участь у презентації проєкту з психологічної реабілітації ветеранів на відкритому повітрі[неавторитетне джерело].
У тому ж році ГО започаткувала програму ментальної підтримки залізничників.
Пізніше того ж року організація почала безпосередньо працювати з деякими державними закладами охорони здоров'я щодо організації надання психологічної допомоги військовослужбовцям[неавторитетне джерело].
За 2024 рік було проведено 12 ветеранських чотириденних кемпів.